# Flugschriften
Flugschriften, op. 300, är en vals av Johann Strauss den yngre. Den spelades första gången den 17 januari 1866 i Ritter-Saal i slottet Hofburg i Wien. 

## Historia
Valsen Flugschriften komponerades till karnevalen 1866 och tillägnades Wiens Journalist- och författarförening "Concordia". Valsen var tänkt att ha premiär vid föreningens bal i Sofienbad-Saal den 21 januari. Ovanligt nog utgör valsen ett sällsynt undantag då den inte uruppfördes vid det evenemang den var skriven för: fyra dagar tidigare, den 17 januari, framförde Strauss valsen vid en hovbal i Hofburg i närvaro av kejsare Frans Josef I och kejsarinnan Elisabeth.
Det kan tyckas vågat av Strauss att döpa ett verk till "Flugschriften" (svenska: pamfletter) och dessutom framföra den i närvaro av kejsaren, eftersom många pamfletter alltsedan revolutionen 1848 kritiskt hade handlat om kejsaren och hans regeringspolitik.

## Om valsen
Speltiden är ca 8 minuter och 31 sekunder plus minus några sekunder beroende på dirigentens musikaliska tolkning.

## Weblänkar
- Flugschriften i Naxos-utgåvan.